# Иосиф Карл Зульцбахский
Иосиф Карл Эмануэль Август Пфальц-Зульцбахский (нем. Joseph Karl Emanuel August von Pfalz-Sulzbach; 2 ноября 1694, Зульцбах — 18 июля 1729) — пфальцграф из рода Виттельсбахов, наследный принц Зульцбаха, старший сын пфальцграфа Теодора Эсташа и Марии Элеоноры Гессен-Ротенбургской. Кавалер ордена Золотого руна.

## Биография
Иосиф Карл родился 2 ноября 1694 года в Зульцбахе. Он был первым сыном и вторым ребёнком в семье наследника герцогского престола Зульцбаха Теодора Эсташа и его жены Марии Элеоноры Гессен-Ротенбургской. Всего у принца было пять сестер, две из которых стали монахинями, и три брата, два из которых умерли в раннем возрасте. В 1708 году его отец унаследовал зульцбахский престол.
2 мая 1717 года Иосиф Карл в Инсбруке женился на Елизавете Нойбургской. В браке родилось семеро детей, из которых взрослого возраста достигли только три дочери:
- Карл Филипп (17 марта — 31 марта 1718 или 1724 года) — умер в детстве.
- Инноченца Мария (7 мая 1719 года) — умерла после рождения.
- Елизавета Мария (1721—1794) — впоследствии вышла замуж за курфюрста Баварии Карла IV Теодора, имела в браке с ним единственного сына, который прожил всего один день.
- Мария Анна (1722—1790) — впоследствии вышла замуж за принца Баварского Клеменса Франца, в браке с ним имела с ним нескольких детей, умерших в раннем возрасте.
- Мария Франциска (1724—1794) — впоследствии вышла замуж за пфальцграфа Цвайбрюкен-Биркенфельдского Фридриха Михаэля, в браке с ним имела с ним пять детей, а также внебрачного сына.
- Карл Филипп Август (1725—1728) — умер в детстве.
- Сын (умер 30 января 1728 года).

Елизавета умерла 30 января 1728 года при рождении младшего сына. Иосиф пережил её всего на полтора года. Был похоронен в соборе Св. Михаила в Мюнхене.
Их дочерей взял на воспитание Теодор Эсташ. Наследным принцем Зульцбаха стал брат Иосифа Карла Иоганн Кристиан. Он унаследовал титул в 1732 году.